# دانیل هانسلیک
دانیل هانسلیک (انگلیسی: Daniel Hanslik؛ زادهٔ ۶ اکتبر ۱۹۹۶) بازیکن فوتبال است.
از باشگاه‌هایی که در آن بازی کرده‌است می‌توان به باشگاه فوتبال وولفسبورگ اشاره کرد.